# Сражение при Баллоне
Сражение при Баллоне (фр. bataille de Ballon) — состоявшееся 22 ноября 845 года около селения Баллон (между современными Редоном и Бен-сюр-Устом) сражение, в котором войско правителя Бретани Номиноэ разгромило войско короля Западно-Франкского государства Карла II Лысого. Один из эпизодов франкско-бретонской войны 841—851 годов.

## Исторические источники
О сражении при Баллоне сообщается в нескольких раннесредневековых исторических источниках, в первую очередь во франкских анналах. О событиях, связанных с битвой, упоминается в «Бертинских анналах», в «Фульдских анналах», в «Ксантенских анналах», в «Фонтенельской хронике», в «Ангулемских анналах», в «Нантской хронике», в хронике Адемара Шабанского, а также в двух письмах Лупа Феррьерского.

## Предыстория
Франкско-бретонские вооружённые столкновения начались вскоре после смерти императора Людовика I Благочестивого, скончавшегося в 840 году. Их причиной стало желание правителя Бретани, графа Ванна Номиноэ, добиться независимости от короля Западно-Франкского государства Карла II Лысого, а в случае успеха военных действий, и расширить свои владения. В свою очередь Карл Лысый намеревался поставить под свой полный контроль территорию Бретани, властителей которой монархи Франкского государства со времён Карла Великого считали своими вассалами.
Первые крупные сражения между бретонцами и франками — при Месаке и при Блене — произошли в 843 году. В первом из них победу одержали западные франки, во втором — воины Номиноэ. В том же году союзник правителя Бретани, конунг викингов Гастинг, захватил Нант. Позднее бретонцы совершили набег на окрестности Ле-Мана.
Занятый подавлением мятежа короля Аквитании Пипина II, Карл II Лысый не мог выделить значительные силы для отражения нападений бретонцев и их союзника графа Нанта Ламберта II. Только после заключения в 845 году мира с аквитанцами монарх Западно-Франкского королевства смог начать собирать войско для похода в Бретань. Однако ещё до прибытия всех своих воинов к месту сбора Карл Лысый узнал о желании части бретонской знати свергнуть Номиноэ и отдаться под покровительство правителя франков. Желая воспользоваться моментом, король отказался от намерения отпраздновать 11 ноября в Туре день памяти святого Мартина и с небольшой армией выступил против бретонцев.

## Сражение
Через несколько дней после начала похода франки столкнулись с передовыми отрядами бретонцев, при этом часть воинов Карла II Лысого тут же покинула своего монарха. Используя знание местности, воинам Номиноэ удалось завлечь войско Карла Лысого в болотистую местность при слиянии Уста и Аффа. Здесь вблизи селения Баллон (между Редоном и Бен-сюр-Устом) 22 ноября 845 года франки были атакованы основными силами бретонского войска. В средневековых исторических источниках отсутствуют данные о числе воинов, участвовавших в сражении. Современные исследователи предполагают, что также как и при более поздних франкско-бретонских вооружённых конфликтах войско Карла Лысого могло состоять из приблизительно трёх тысяч воинов; бретонское войско, вероятно, было малочисленнее, и состояло, в основном, из лёгкой конницы.
В произошедшем сражении франки потерпели поражение. Автор «Бертинских анналов» Пруденций Труасский причиной победы бретонцев называл малочисленность войска Карла II Лысого, а в «Фонтенельской хронике» поражение франков оправдывалось неудобством местности для боя.
В трудах некоторых историков сообщается, что во время сражения Карл II Лысый попал в плен. Это мнение основывается на свидетельствах Лупа Феррьерского, писавшего, что сразу же после сражения при Баллоне в Западно-Франкском государстве распространились известия о гибели Карла Лысого и королевского канцлера Людовика на поле боя. В действительности же данные о плене короля франков ошибочны: он бежал с поля боя «в большом горе» только с небольшим числом приближённых, и чтобы положить конец слухам о своей смерти спешно возвратился в Ле-Ман.

## Последствия

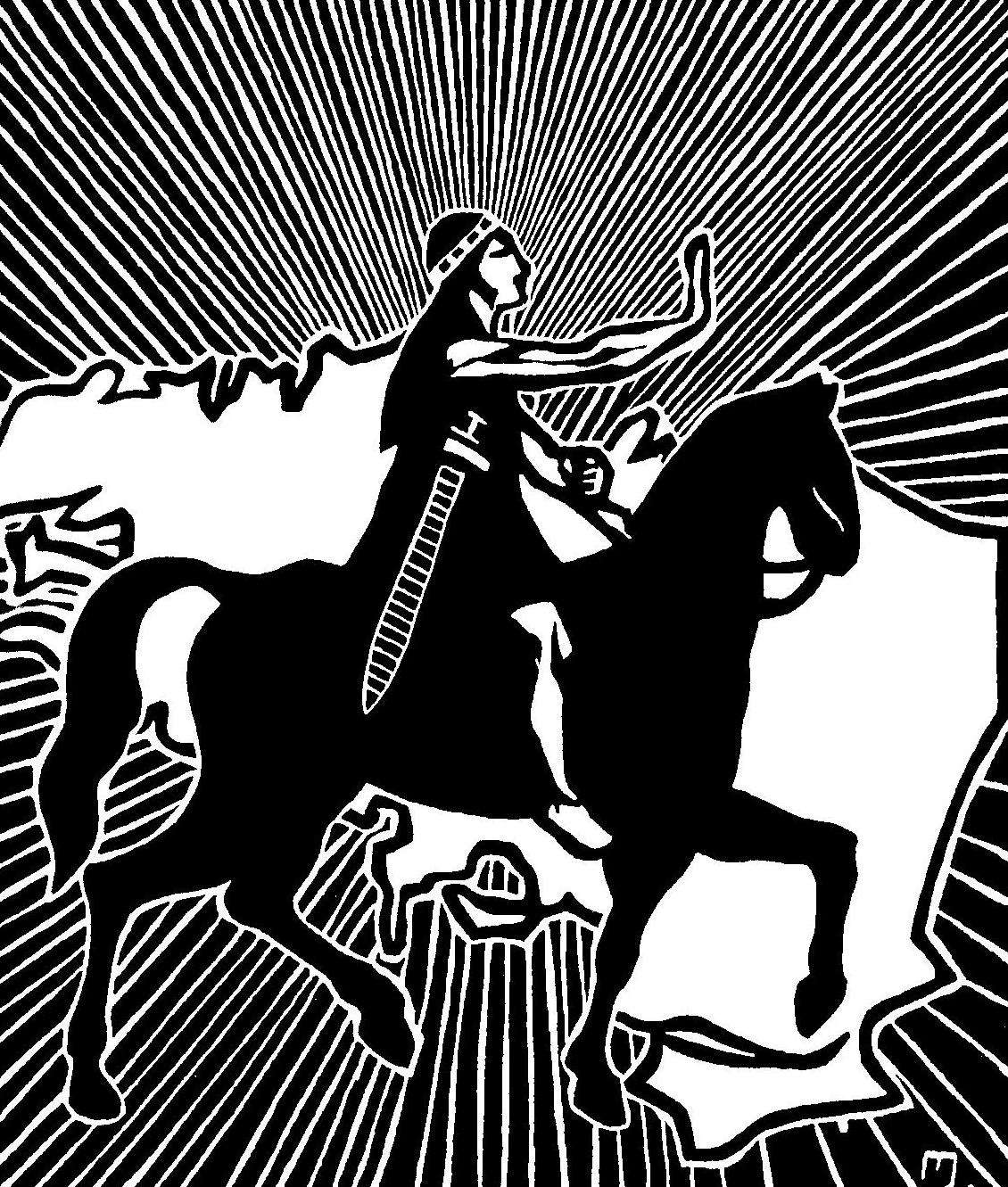
Номиноэ — триумфатор.
Иллюстрация из книги «L’Histoire de Notre Bretagne» (1922 год)

В конце лета 846 года Карл II Лысый собрал новое войско и опять отправился в поход против бретонцев. В этот раз Номиноэ, уже покинутый своим союзником Ламбером II, предпочёл заключить с правителем западных франков перемирие. Вероятно, в обмен на признание себя королевским вассалом Номиноэ получил от Карла Лысого титул герцога (лат. dux) и власть над всей Бретанью. Он также обязывался не поддерживать врагов короля из числа сторонников императора Лотаря I. Тогда же по настоянию Номиноэ франкский монарх лишил Ламберта II его нейстрийских владений и передал тому в управление город Санс в Бургундии.
Однако мир между двумя правителями просуществовал не долго: уже на Рождество того же года бретонцы совершили новый набег на владения Карла II Лысого вблизи Байё. Крупные же вооружённые столкновения между бретонцами и франками возобновились в 849 году и завершились в 851 году поражением франкского войска в сражении при Женглане.

## Память о сражении

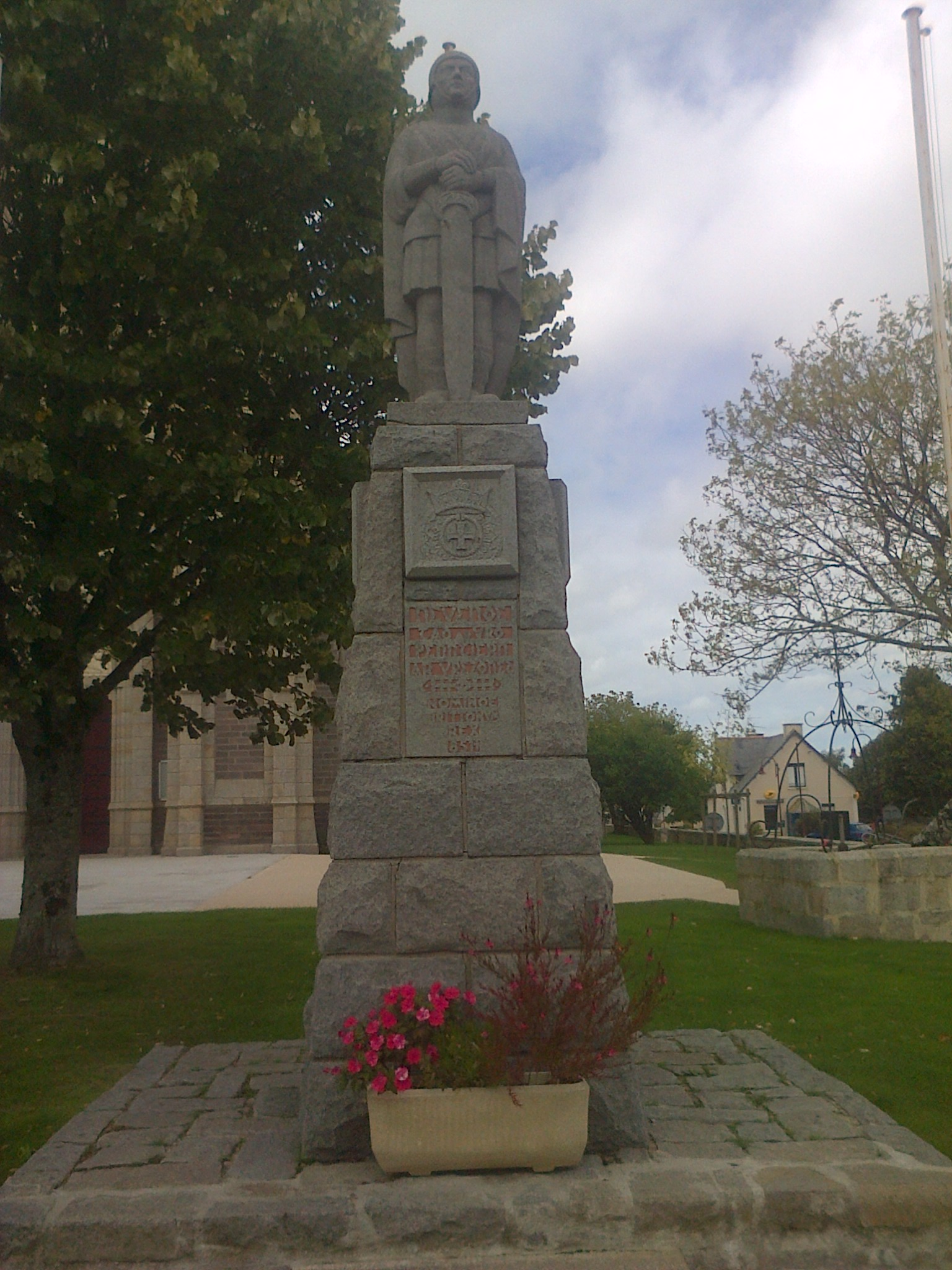
Памятник Номиноэ в Бен-сюр-Усте

Хотя победа в сражении при Баллоне с военной точки зрения был не такой значительной как победа при Женглане, именно 845 год бретонские националисты считают датой основания независимой Бретани. Торжественные церемонии, посвящённые этому событию, проходят ежегодно в следующее после 23 июня воскресенье.
В 1952 году в память о сражении при Баллоне на деньги сторонников бретонской независимости скульптор Раффиг Таллоу установил в Бен-сюр-Усте памятник герцогу Номиноэ.

## Комментарии
1. ↑  Эта дата является следствием ошибки, сделанной бретонским историком Артуром Ла Бордери[англ.], в своём труде «История Бретани»[18] отождествившим сражение при Баллоне с состоявшимся в 851 году сражением при Женглане, и датировавшим это событие концом июня[2].